# Avril 1994

## Événements

### 3 avril1994
- WRC : Rallye Safari au Kenya. Victoire du pilote kényan Ian Duncan sur une Toyota Celica Turbo 4WD.

### 5 avril1994
- Mort de Kurt Cobain, chanteur et guitariste du groupe grunge Nirvana qu'il a fondé en 1987 avec Krist Novoselic.

### 6 avril1994
- Assassinat du président Habyarimana.

### 7 avril1994
- Début du génocide des Tutsi au Rwanda .

### 15 avril1994
- Création de l'OMC (Organisation Mondiale du Commerce)[1].

### 17 avril1994
- Formule 1 : Grand Prix automobile du Pacifique.

### 27 avril1994
- Premières élections multiraciales en Afrique du Sud.

### 29 avril1994
- Mise en liquidation judiciaire de la société Commodore International

## Naissances
- 4 avril : Julie Belhamri, pentathlonienne française.
- 10 avril : Nerlens Noel, joueur de basketball américain.
- 11 avril : Dakota Blue Richards, actrice anglaise.
- 12 avril : Saoirse Ronan, actrice américano-irlandaise.
- 12 avril : Sehun (오세훈), rappeur, danseur et acteur sud-coréen, membre du boys band sud-coréano-chinois EXO
- 14 avril : 
  - Skyler Samuels, actrice américaine.
  - Flora Coquerel, Miss France 2014.
- 15 avril : Katie Bowen, joueuse de l'équipe nationale néo-zélandaise de football féminin.
- 17 avril : Hongseok (양홍석), chanteur sud-coréen, membre du boys band Pentagon.
- 18 avril : Moises Arias, acteur américain.
- 28 avril : 
  - Izzy Bizu ,  chanteuse anglaise.
  - Daniel Malescha, joueur allemand de volley-ball.

## Décès
- 1er avril : Robert Doisneau, photographe.
- 2 avril : Edward Vissers, coureur cycliste belge (° 4 juillet 1912).
- 5 avril : Kurt Cobain chanteur et leader du groupe Nirvana.
- 6 avril :
  - Juvénal Habyarimana, président du Rwanda, assassiné.
  - Cyprien Ntaryamira, président du Burundi, assassiné.
- 7 avril :
  - François de Grossouvre, conseiller de François Mitterrand trouvé mort à l'Élysée.
  - Luc Peire, peintre et graveur belge (° 7 juillet 1916).
  - Golo Mann, historien, écrivain et philosophe allemand.
  - Agathe Uwilingiyimana, premier ministre du Rwanda, assassinée.
- 15 avril : John Curry, patineur artistique britannique.
- 20 avril : Jean Carmet, acteur et scénariste.
- 22 avril : Richard Nixon, homme d'État américain.
- 30 avril : Roland Ratzenberger, Pilote de Formule 1 Autrichien, se tue au volant de sa Simtek-Ford lors du Grand Prix de Saint-Marin